# Tutta colpa della SIP
Tutta colpa della SIP è un film del 1988 diretto da Gianfranco Bullo.
Si tratta dell'esordio alla regia dell'attore Gianfranco Bullo.

## Trama
Luca, un giovane disoccupato e appassionato di libri gialli, tira a campare aiutando l'anziana zia Ines che gestisce un'edicola a Roma in Campo de' Fiori; situata accanto all'edicola c'è un cabina telefonica che a causa di un errore sull'elenco telefonico è diventata il numero della sede di una fantomatica agenzia investigativa.
Un giorno, è Luca a rispondere a una chiamata dell'apparecchio telefonico e, fingendosi un detective, riceve un incarico da parte di Lamberti, un industriale sull'orlo del tracollo economico. L'ordine di Lamberti è far sorvegliare Lilli, sua moglie, che deve recarsi a Marina di Massa da uno zio del marito, un anziano e ricco conte che vive in un castello. Luca però è all'oscuro del fatto che Lamberti e sua moglie si sono messi d'accordo per uccidere il conte e intascarne l'eredità; infatti, secondo i piani dei due, Luca dovrebbe essere solo un alibi per la copertura del delitto. Per un caso fortuito, il conte non cade nel tranello dei coniugi Lamberti e fa conoscenza con Luca; il conte, grazie alle informazioni di Luca, si rende conto del complotto in atto nei suoi confronti ed escogita una finta morte.
Nel frattempo Lamberti, indispettito per l'inettitudine di Luca, telefona all'agenzia investigativa per esigere il suo licenziamento, naturalmente però nessuno sa nulla di ciò che sta accadendo; Lilli, credendo che il conte sia morto, tenta insieme al marito di incolpare dell'accaduto Luca. A questo punto il conte entra in scena più vivo che mai; una volta smascherati i coniugi Lamberti, il conte ricompensa con una somma in denaro Luca per il suo servizio e con questa acquista l'edicola della zia. Una volta acquistata l'edicola, Luca decide di sposarsi con Claudia, la sua fidanzata (che tra l'altro era venuta a cercare Luca al castello insieme alla zia) e di scrivere un libro giallo sull'avventura capitatagli. 